# Thiells
Thiells – jednostka osadnicza w Stanach Zjednoczonych, w stanie Nowy Jork, w hrabstwie Rockland.